# نمایش مورمور ۲
نمایش مورمور ۲ (انگلیسی: Creepshow 2) فیلمی در ژانر کمدی ترسناک، ترسناک، علمی–تخیلی، و کمدی است که در سال ۱۹۸۷ منتشر شد. از بازیگران آن می‌توان به لویس چیلیز، جرج کندی، دوروتی لامور، تام ساوینی، و استیون کینگ اشاره کرد.

## خلاصه داستان
این فیلم شامل سه داستان ترسناک است. اولین داستان مربوط به یک مجسمه آمریکایی بومی است که به قصد انتقام جان پیدا می‌کند. داستان دوم مربوط به چهار نوجوانی است که برای قایق سوای به دریاچه ایی رفتند اما متوجه یه لکه بزرگ و عجیب می‌شوند و آخرین داستان مربوط به زنی است که به صورت ناخواسته با یک مسافر سر راهی تصادف می‌کند و او را می‌کشد ولی گویا فرد غریبه هنوز نمرده است…